# Rally Circuito de Irlanda
El Rally Circuito de Irlanda, oficialmente Circuit of Ireland Rally es una prueba de rally que se disputa anualmente desde 1931 en la isla de Irlanda, principalmente en el Úlster. Es una de las pruebas de rally más antiguas del mundo.
En los primeros años se disputaba con salida en diferentes puntos, formato similar al Rally de Montecarlo. En los años 30 recibió el nombre de Ulster Motor Rally y en 1936 la prueba se organizó alrededor de la isla irlandesa realizando un "circuito" de más de mil millas y una duración de cinco días, hecho que le dio el nombre a la prueba (Circuit of Ireland Trial).
La organización de la prueba la llevaba a cabo el Ulster Automobile Club y durante años fue la prueba sobre asfalto más larga del mundo y atrajo a pilotos extranjeros como los finlandeses:Henri Toivonen, Hannu Mikkola o Pentti Airikkala ganador este último en 1979. Los pilotos ingleses también han vencido en la prueba, especialmente los hermanos McRae; Colin, ganador en una ocasión (1991) y Jimmy, con siete victorias en su haber (1980-1982, 1985, 1987-1989).
Entre 1940 y 1945 no se disputó debido a la Segunda Guerra Mundial. En 1948 debido al racionamiento de petróleo y en 1957 de nuevo fue suspendido debido a la crisis de Suez. En 1972 tampoco se realizó y en 2000 y 2001 se paralizó debido al brote de fiebre aftosa que se extendió en el Reino Unido y que afectó al turismo y a la agricultura.
Con los años el formato del rally se fue transformando. Se redujo el kilometraje y la duración. En la actualidad se disputa con el formato habitual de dos días de duración y con tramos cronometrados —de asfalto— cerrados al público.
La prueba ha formado parte del Campeonato Británico, del Campeonato de Europa, del Intercontinental Rally Challenge, y desde hace años es puntuable para el Campeonato de Irlanda. En 2013 se preveía su regreso al europeo pero finalmente fue sustituido por el Rally Islas Canarias y tampoco se realizó debido a la falta de fondos. A pesar de ello en 2014 la prueba entró de nuevo en el calendario del certamen europeo.

## Ganadores
| Año                                                | Edición                                    | Piloto           | Copiloto                 | Vehículo                 | Otros |
| -------------------------------------------------- | ------------------------------------------ | ---------------- | ------------------------ | ------------------------ | ----- |
| 1931                                               | 1. Ulster Motor Rally                      | Jimmy McCaherty  | Winslow Trimble          | Austin 16 Saloon         |       |
| 1932                                               | 2. Ulster Motor Rally                      | William McMullan | D McMullan               | Alvis Sport Twenty       |       |
| 1933                                               | 3. Ulster Motor Rally                      | Stanley Orr      | Desconocido              | Austin 7                 |       |
| 1934                                               | 4. Ulster Motor Rally                      | Wilnor Jones     | Miss Mildred Hamilton    | Standard 10              |       |
| 1935                                               | 5. Ulster Motor Rally                      | Wesley Shaw      | Billy Drennan            | Triumph Southern Cross   |       |
| 1936                                               | 6. Circuit of Ireland Trial                | Basil Clarke     | Ronnie Adams/Wick Holmes | Austin 16 Kempton Saloon |       |
| 1937                                               | 7. Circuit of Ireland Trial                | Wesley Shaw      | Max Johnston             | Triumph Vitesse Saloon   |       |
| 1938                                               | 8. Circuit of Ireland Trial                | Graham Chambers  | Charlie Hicks            | MG                       |       |
| 1939                                               | 9. Circuit of Ireland Trial                | Billy Michael    | Grahame Dow              | Wolseley                 |       |
| 1940-1945 suspendido debido a la II Guerra Mundial |                                            |                  |                          |                          |       |
| 1946                                               | 10. Circuit of Ireland Trial               | Artie Bell       | Desconocido              | Riley                    |       |
| 1947                                               | 11. Circuit of Ireland Trial               | Jack McMichael   | H. Shilliday             | MG                       |       |
| Suspendido debido al racionamiento de combustible  |                                            |                  |                          |                          |       |
| 1949                                               | 12. Circuit of Ireland Trial               | Chris Lindsay    | (Sin copiloto)           | Ford Special             |       |
| 1950                                               | 13. Circuit of Ireland Trial               | Dermot Johnson   | Greti Johnson/M Johnson  | Allard                   |       |
| 1951                                               | 14. Circuit of Ireland Trial               | Alan Hopkinson   | Mrs A Hopkinson          | MG TD                    |       |
| 1952                                               | 15. Circuit of Ireland Trial               | Derek Johnston   | George Bryson            | MG TD                    |       |
| 1953                                               | 16. Circuit of Ireland Trial               | Wilbert Todd     | Geoffrey McCrea          | Dellow                   |       |
| 1954                                               | 17. Circuit of Ireland Trial               | Mervyn Glover    | Tommy Lynn               | Dellow                   |       |
| 1955                                               | 18. Circuit of Ireland Trial               | Robin McKinney   | Sally McKinney           | Triumph TR2              |       |
| 1956                                               | 19. Circuit of Ireland Rally               | Robin McKinney   | Sally McKinney           | Triumph TR2              |       |
| 1957 no se disputa debido a la crisis de Suez      |                                            |                  |                          |                          |       |
| 1958                                               | 20. Circuit of Ireland International Rally | Paddy Hopkirk    | Jack Scott               | Triumph TR3A             |       |
| 1959                                               | 21. Circuit of Ireland International Rally | Kevin Sherry     | Seamus De Barra          | VW                       |       |
| 1960                                               | 22. Circuit of Ireland International Rally | Adrian Boyd      | Maurie Johnston          | Austin-Healey Sprite     |       |
| 1961                                               | 23. Circuit of Ireland International Rally | Paddy Hopkirk    | Jack Scott               | Sunbeam Rapier           |       |
| 1962                                               | 24. Circuit of Ireland International Rally | Paddy Hopkirk    | Jack Scott               | Sunbeam Rapier           |       |
| 1963                                               | 25. Circuit of Ireland International Rally | Ian Woodside     | Esler Crawford           | Austin Healey Sprite     |       |
| 1964                                               | 26. Circuit of Ireland International Rally | Ronnie McCartney | Terry Harryman           | Mini Cooper S            |       |
| 1965                                               | 27. Circuit of Ireland International Rally | Paddy Hopkirk    | Terry Harryman           | Mini Cooper S            |       |
| 1966                                               | 28. Circuit of Ireland International Rally | Tony Fall        | Henry Liddon             | Mini Cooper S            |       |
| 1967                                               | 29. Circuit of Ireland International Rally | Paddy Hopkirk    | Terry Harryman           | Mini Cooper S            |       |
| 1968                                               | 30. Circuit of Ireland International Rally | Roger Clark      | Jim Porter               | Ford Escort Twin Cam     |       |
| 1969                                               | 31. Circuit of Ireland International Rally | Roger Clark      | Jim Porter               | Ford Escort Twin Cam     |       |
| 1970                                               | 32. Circuit of Ireland International Rally | Roger Clark      | Jim Porter               | Ford Escort RS 1600      |       |
| 1971                                               | 33. Circuit of Ireland International Rally | Adrian Boyd      | Beatty Crawford          | Ford Escort Twin Cam     |       |
| 1973                                               | 34. Circuit of Ireland International Rally | Jack Tordoff     | Phil Short               | Porsche Carrera          |       |
| 1974                                               | 35. Circuit of Ireland International Rally | Cathal Curley    | Austin Frazer            | Porsche Carrera          |       |
| 1975                                               | 36. Circuit of Ireland International Rally | Billy Coleman    | Paul Phelan              | Ford Escort RS1600       |       |
| 1976                                               | 37. Circuit of Ireland International Rally | Billy Coleman    | Dan O'Sullivan           | Ford Escort RS1800       |       |
| 1977                                               | 38. Circuit of Ireland International Rally | Russell Brookes  | John Brown               | Ford Escort RS1800       |       |
| 1978                                               | 39. Circuit of Ireland International Rally | Russell Brookes  | John Brown               | Ford Escort RS1800       |       |
| 1979                                               | 40. Circuit of Ireland International Rally | Pentti Airikkala | Risto Virtanen           | Vauxhall Chevette HS     | ERC   |
| 1980                                               | 41. Circuit of Ireland International Rally | Jimmy McRae      | Mike Nicholson           | Vauxhall Chevette HSR    | ERC   |
| 1981                                               | 42. Circuit of Ireland International Rally | Jimmy McRae      | Ian Grindrod             | Opel Ascona 400          |       |
| 1982                                               | 43. Circuit of Ireland International Rally | Jimmy McRae      | Ian Grindrod             | Opel Ascona 400          | ERC   |
| 1983                                               | 44. Circuit of Ireland International Rally | Russell Brookes  | Mike Broad               | Vauxhall Chevette        | ERC   |
| 1984                                               | 45. Circuit of Ireland International Rally | Billy Coleman    | Ronan Morgan             | Opel Manta 400           | ERC   |
| 1985                                               | 46. Circuit of Ireland International Rally | Jimmy McRae      | Ian Grindrod             | Opel Manta 400           |       |
| 1986                                               | 47. Circuit of Ireland International Rally | David Llewellin  | Phil Short               | MG Metro 6R4             |       |
| 1987                                               | 48. Circuit of Ireland International Rally | Jimmy McRae      | Ian Grindrod             | Ford Sierra RS Cosworth  |       |
| 1988                                               | 49. Circuit of Ireland International Rally | Jimmy McRae      | Rob Arthur               | Ford Sierra RS Cosworth  |       |
| 1989                                               | 50. Circuit of Ireland International Rally | Jimmy McRae      | Rob Arthur               | Ford Sierra RS Cosworth  |       |
| 1990                                               | 51. Circuit of Ireland International Rally | David Llewellin  | Phil Short               | Toyota Celica GT-4       |       |
| 1991                                               | 52. Circuit of Ireland International Rally | Colin McRae      | Derek Ringer             | Subaru Legacy            |       |
| 1992                                               | 53. Circuit of Ireland International Rally | Frank Meagher    | Michael Maher            | Ford Sierra RS Cosworth  |       |
| 1993                                               | 54. Circuit of Ireland International Rally | Austin McHale    | Dermot O'Gorman          | Toyota Celica            |       |
| 1994                                               | 55. Circuit of Ireland International Rally | Stephen Finlay   | Dessie Wilson            | Ford Escort RS Cosworth  |       |
| 1995                                               | 56. Circuit of Ireland International Rally | Bertie Fisher    | Rory Kennedy             | Subaru Impreza           |       |
| 1996                                               | 57. Circuit of Ireland International Rally | Stephen Finlay   | Robbie Philpott          | Ford Escort Cosworth     |       |
| 1997                                               | 58. Circuit of Ireland International Rally | Bertie Fisher    | Rory Kennedy             | Subaru Impreza           |       |
| 1998                                               | 59. Circuit of Ireland International Rally | Austin McHale    | Brian Murphy             | Toyota Celica            |       |
| 1999                                               | 60. Circuit of Ireland International Rally | Bertie Fisher    | Rory Kennedy             | Subaru Impreza           |       |
| En 2000 y 2001 no se celebró                       |                                            |                  |                          |                          |       |
| 2002                                               | 61. Circuit of Ireland International Rally | Andrew Nesbitt   | James O'Brien            | Subaru Impreza WRC       |       |
| 2003                                               | 62. Circuit of Ireland International Rally | Derek McGarrity  | Chris Patterson          | Subaru Impreza WRC       |       |
| 2004                                               | 63. Circuit of Ireland International Rally | Derek McGarrity  | Dermot O'Gorman          | Subaru Impreza WRC       |       |
| 2005                                               | 64. Circuit of Ireland International Rally | Derek McGarrity  | Dermot O'Gorman          | Subaru Impreza WRC       |       |
| 2006                                               | 65. Circuit of Ireland International Rally | Eugene Donnelly  | Paul Kiely               | Toyota Corolla WRC       |       |
| 2007                                               | 66. Circuit of Ireland International Rally | Mark Higgins     | Rory Kennedy             | Subaru Impreza S11 WRC   |       |
| 2008                                               | 67. Circuit of Ireland International Rally | Eammonn Boland   | Damien Morrissey         | Subaru Impreza S12B WRC  |       |
| 2009                                               | 68. Circuit of Ireland International Rally | Eugene Donnelly  | Paddy Toner              | Škoda Fabia WRC          |       |
| 2010                                               | 69. Circuit of Ireland International Rally | Derek McGarrity  | James McKee              | Subaru Impreza S12B WRC  |       |
| 2011                                               | 70. Circuit of Ireland International Rally | Derek McGarrity  | James McKee              | Subaru Impreza S11 WRC   |       |
| 2012                                               | 71. Circuit of Ireland International Rally | Juho Hanninen    | Mikko Markkula           | Škoda Fabia S2000        | IRC   |
| En 2013 no se disputó                              |                                            |                  |                          |                          |       |
| 2014                                               | 72. Circuit of Ireland International Rally | Esapekka Lappi   | Janne Ferm               | Škoda Fabia S2000        | ERC   |
| 2015                                               | 73. Circuit of Ireland International Rally | Craig Breen      | Scott Martin             | Peugeot 208 T16          | ERC   |
| 2016                                               | 74. Circuit of Ireland International Rally | Craig Breen      | Scott Martin             | Citroën DS3 R5           | ERC   |

- [1][2]